# Remo Sansonetti
Remo Sansonetti (ur. 24 stycznia 1946 w Raiano) – australijski kolarz, olimpijczyk.
Reprezentował Australię na Letnich Igrzyskach Olimpijskich 1972, które odbyły się w Monachium. Następnie reprezentował kraj na Letnich Igrzyskach Olimpijskich 1976 w Montrealu. Po raz trzeci był reprezentantem kraju na Letnich Igrzyskach Olimpijskich 1980 w Moskwie.